# Усезагальне священнство
Усезагальне священство (відоме також як вселенське) — це християнська доктрина, яка стверджує рівність усіх охрещених у Великому дорученні. У цього поняття є кілька значень. У протестантських церквах воно насамперед означає, що всі віряни мають прямі й особисті стосунки з Богом і що служіння проповідника не є рукоположенням. У ліберальних традиціях підкреслюється, що кожен віряни у громаді може взяти на себе завдання, які в інших церквах виконує пастор. Це також є одним з основних принципів євангельського християнства.
Після Другого Ватиканського собору і догматичної конституції Lumen Gentium (1964) католицька церква також сповідує «спільне священство» вірних у тому сенсі, що справи всіх вірян проголошують силу Божу. Це «спільне священство» відрізняється від всезагальне священство не тільки за ступенем, але й по суті.